# Rosa Steinhart

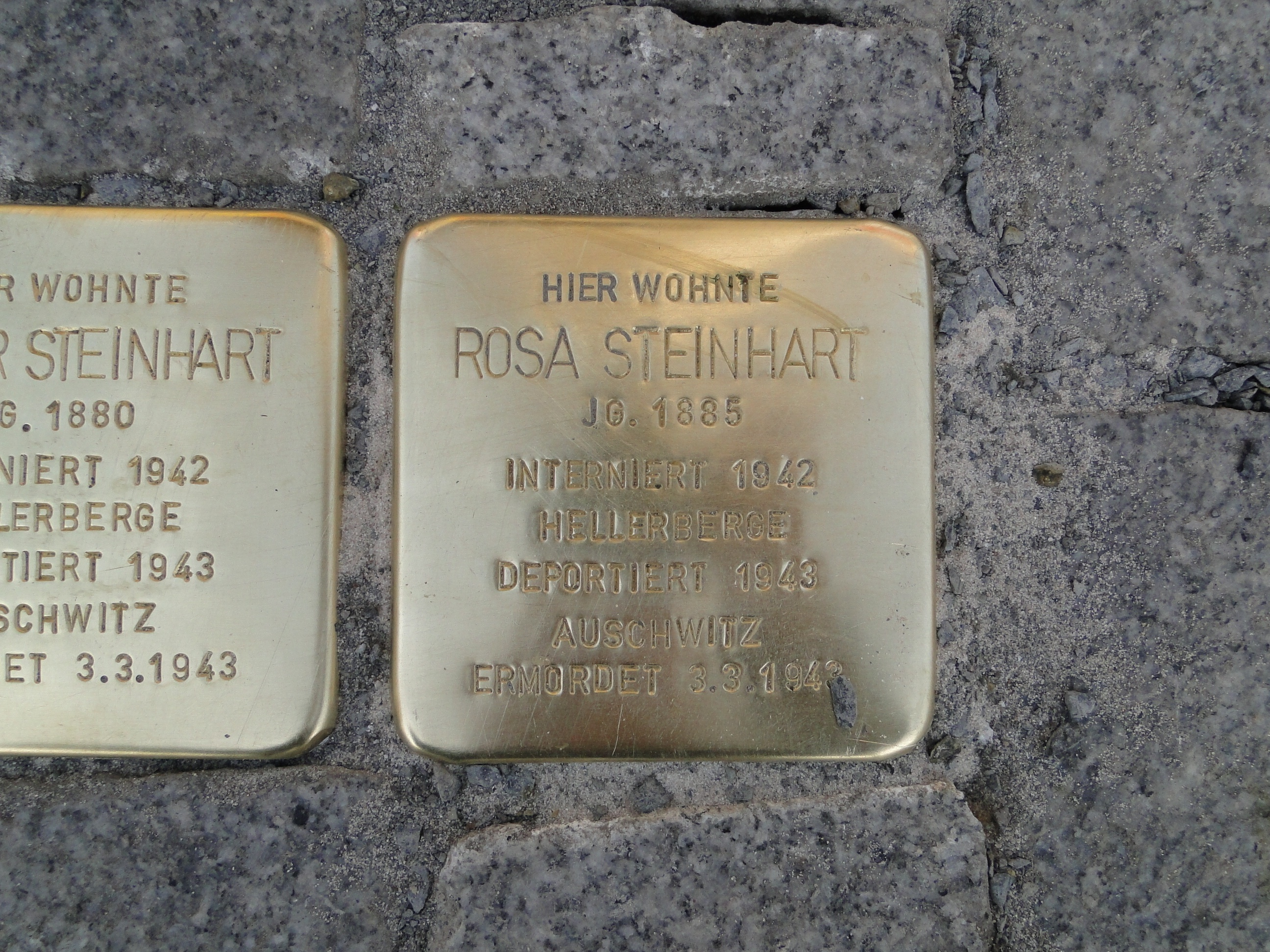
Stolperstein für Rosa Steinhart auf der Trachenberger Straße 23 in Dresden Pieschen

Rosa Steinhart (* 17. Juni 1885 in Tachau (Böhmen); † 3. März 1943 im KZ Auschwitz) war eine jüdische Kauffrau.

## Leben
Rosa Steinhart hatte drei Geschwister: Ida Fränkel, Max Steinhart und Oskar Steinhart. Im Jahr 1913 heiratete sie Walter Steinhart. Er war Kaufmann und als Handelsvertreter und Buchhalter tätig. Zusammen mit Emil Kahlenberg war er Inhaber der Firma Walter Steinhart, einem Spezialgeschäft für Haus- und Küchengeräte in der Trachenberger Straße 23 in Dresden.
Mit ihrem Mann musste Rosa Steinhart in das „Judenhaus“ Bautzner Straße 20 ziehen. Von dort erfolgte die Deportation am 23./24. November 1942  in das „Judenlager Hellerberg“. Am 2./3. März 1943 erfolgte die Deportation vom Bahnhof Dresden-Neustadt nach Auschwitz-Birkenau. Beide wurden  am 3. März 1943 im KZ Auschwitz ermordet.

## Gedenken
Am 26. November 2012 wurden in Dresden zur Erinnerung an Rosa und Walter Steinhart zwei Stolpersteine auf der Trachenberger Straße 23 gesetzt.
Am 3. Februar 2015 stimmten 16 von 18 Ortsbeiräten von Dresden-Pieschen für die Benennung einer neuen Straße in „Rosa-Steinhart-Straße“. Die Rosa-Steinhart-Straße in Dresden befindet sich in einem neuen Wohnquartier in Pieschen. Dieses wird mit „Pieschener Melodien“ bezeichnet und liegt zwischen der Moritzburger Straße und dem Konkordienplatz. Eine Baugemeinschaft benannte ihr Neubau-Projekt in „Rosa Melodie“, da es an der Ecke Rosa-Steinhart-Straße/Konkordienplatz liegt.
Am 9. November 2019 fand ein Stadtteilrundgang zu Stolpersteinen statt: „Es waren unsere Nachbarn“.

## Film
The Harp Tree ist ein Kurzfilm von  Mark Birnbaum über Ron und Rick Steinhart, die Söhne von Holocaust-Überlebenden, die durch Europa gereist waren, um Informationen über von den Nazis getötete Familienmitglieder zu erhalten.